# FK Baník Most
Baník Most ist ein tschechischer Fußballklub aus der nordböhmischen Stadt Most (Brüx).

## Vereinsgeschichte
Der Verein wurde am 19. Mai 1909 als SK Most gegründet. Der SK Most kam nie über regionale Wettbewerbe hinaus. 1962 schaffte man als Baník Most den Aufstieg in die 2. Liga, 1965 wurde mit dem dritten Platz der bis dahin größte Erfolg der Vereinsgeschichte verbucht. 1977 kam der Fall in die 4. Liga, der Aufstieg in die dritthöchste Spielklasse gelang 1981. 
Im Jahre 1996 übernahmen die örtlichen Kohlewerke Mostecká uhelná společnost (MUS) den Verein, der in der Saison 1996/97 in die 2. Liga aufstieg und dort 1997/98 einen sechsten Platz belegte. Nach weiteren Mittelfeldplatzierungen gelang 2004/05 souverän der Aufstieg in die Gambrinus Liga. 2003 hatte die italienische Gasgesellschaft SIAD die Mehrheit am Verein übernommen und in den Spielerkader investiert.
In der Saison 2007/08 stieg Most als Tabellenletzter aus der Gambrinus Liga in die zweithöchste tschechische Liga ab. Zum 1. Juli 2008 änderte der Verein seinen Namen in FK Baník Most. 2015 folgte der nächste Abstieg in die dritte Liga.

## Vereinsnamen
Gründung 1909 als SK Most. Ab 1948 hieß der Verein ZSJ Uhlomost Most. Weitere Umbenennungen gab es 1953 in DSO Baník Most, 1961 in TJ Baník Most, 1979 in TJ Baník SHD Most, 1993 in FK Baník SHD Most, 1995 in FK MUS Most, 1996 in FC MUS Most 1996 a.s., 2003 in FK SIAD Most a.s. und 2008 in FK Baník Most.

## Trainer
- Přemysl Bičovský (2004–2005)
- Zdeněk Ščasný (2005–2007)
- Martin Pulpit (2010–)

## Spieler
- Horst Siegl (2004–2006)